# Elmar Muuk
Elmar Muuk (* 13. Dezemberjul. / 26. Dezember 1901greg. in Anna, Landgemeinde Paide; † 20. November 1941 in einem Lager in der Oblast Swerdlowsk) war ein estnischer Sprachwissenschaftler.

## Leben und Werk
Muuk machte 1920 auf dem Jakob Westholmschen Gymnasium in Tallinn sein Abitur und studierte von 1920 bis 1926 (mit Unterbrechungen) an der Universität Tartu Sprachwissenschaft mit dem Hauptfach Estnische Sprache. Bereits im Schuljahr 1921/21 war er Gymnasiallehrer in Haapsalu, 1926 verließ er die Universität ohne Abschluss und wirkte als Redakteur. Von 1929 bis 1935 war er als Redakteur und Kodifikator im estnischen Justiz- und Innenministerium angestellt.
Muuk gilt neben Johannes Voldemar Veski, dessen Schüler er war und mit dem er seit 1923 zusammenarbeitete, als der wichtigste Sprachpfleger des Estnischen und spielte eine große Rolle bei der Normierung des Estnischen im 20. Jahrhundert. In den 1930er-Jahren wurde in den estnischen Schulen überwiegend nach Muuks Grammatiken und Wörterbüchern Estnisch unterrichtet.

## Bibliografie (Auswahl)
- Eesti keeleõpetus I. Tartu 1927[4]
- Lühike eesti keeleõpetus I. Tartu 1927 (9 Auflagen[5])
- Lühike eesti keeleõpetus II. Tartu 1930 (6 Auflagen)
- Eesti keskkooligrammatika I. Tartu 1935 (5 Auflagen)
- Eesti keskkooligrammatika II. Tartu 1935 (6 Auflagen)
- Eesti keskkooligrammatika III. Tartu 1935 (8 Auflagen)
- Eesti keskkooligrammatika IV. Tartu 1936 (4 Auflagen)
- Eesti keskkooligrammatika V. Tartu 1936 (3 Auflagen)